# Bicho-de-pé
O Tunga penetrans, comummente conhecido como bicho-de-pé, ou pulga-da-areia em algumas regiões, é um inseto sifonáptero da família dos tungídeos, originário da América Central e América do Sul, tendo sido introduzido inadvertidamente pelo Homem na África subsariana.
É o agente causador da tungíase. A fêmea, uma vez fecundada, penetra na pele do ser humano ou de outros animais (máxime cães e suínos), para neles depositar os ovos, causando forte prurido e ulceração, o que, por seu turno, pode atuar como precursor de infecções, provocadas por agentes patogénicos como o Clostridium tetani, causador do tétano.

## Nomes comuns
Dá, ainda, pelos seguintes nomes comuns: nígua, tunga, matacanha (também grafado mataquenha) e bitacaia."bicho-de-porco" ou "bicho-de-cachorro"

## Características
Esse inseto pertence à ordem das pulgas (Siphonaptera) e, como elas, não tem mais que um milímetro de comprimento. Como membro do gênero Tunga, tem as coxas posteriores desprovidas de espinhos na face interna, os fêmures do terceiro par de patas sem uma protuberância na sua base, com aspecto de dentículo. O segundo e terceiro segmentos abdominais não possuem estigmas. Os machos possuem espiráculos abdominais todos do mesmo tamanho, enquanto a fêmea tem os espiráculos anteriores diminutos e os posteriores muito desenvolvidos, já que apenas os posteriores ficarão em contato com o ar quando ela penetrar na pele do hospedeiro. O bicho-de-pé tem cor vermelho-acastanhada, com olhos pequenos e fronte angulosa. Como toda as pulgas, é segmentado, mas a fêmea fecundada aumenta de tal forma que se apresenta sem traços de segmentação.
Ganhou o nome comum «bicho-de-pé» por penetrar na pele humana, em especial entre os dedos do pé, onde a derme é mais fina e tenra, mas também nas mãos, na sola do pé e no calcanhar. Quem anda descalço em áreas infestadas pelas larvas deste inseto - normalmente lamaçais e terrenos arenosos, como currais, chiqueiros, praias, em locais quentes, sombreados e secos  - é, portanto, a vítima preferencial. Pode ser encontrado em quase todo o continente americano e na África subsariana, e habita terrenos secos e arenosos, dentro ou fora de habitações humanas.

## Ciclo de vida
O ciclo de vida do bicho-de-pé é semelhante ao ciclo do restante das pulgas. Tanto o macho quanto a fêmea não fecundada vivem na superfície da pele, como ectoparasitas. A fêmea inicialmente é de vida livre mas, quando fecundada, invade a pele do hospedeiro e começa a perfurá-la. O prurido sentido é causado por uma substância segregada pelo bicho-de-pé para furar a pele.
Uma vez incubada, a fêmea começa a alimentar-se do sangue e líquido tissular do hospedeiro para desenvolver os ovos. No processo, incha cerca de 80 vezes até atingir o tamanho aproximado de uma ervilha, ao fim de 8 a 10 dias. Essa mudança radical no seu formato causa uma estrutura hipertrofiada no hospedeiro, que recebe o nome de neosoma. A fêmea mantém uma abertura para o exterior por onde respira e expele os ovos. São produzidos cerca de 100 a 200 ovos por dia, que são expelidos como balas de canhão e caem em lamaçais ou terrenos arenosos frequentados por possíveis hospedeiros. Depois de lançados todos os ovos, cerca de 3 mil, a fêmea sai e morre ou é destruída pelo hospedeiro.
Após eclodir do ovo, a larva começa a desenvolver-se no solo húmido e sombreado. Existem apenas dois estágios larvais, em contraste com a maioria das pulgas que tem três. A larva L2, antes de entrar em pupação, migra para a superfície do solo seco e produz um casulo com poeira e outros detritos. O desenvolvimento de ovo a adulto geralmente dura de quatro a seis semanas, mas pode durar apenas três sob condições ótimas.

## Tungíase
A doença causada pela infestação de bicho-de-pé é chamada tungíase, devido ao nome científico do gênero, Tunga, e pode levar a infecções secundárias e formação de úlceras. A fêmea fica sobre a superfície do solo esperando um hospedeiro, e penetra rapidamente sua epiderme. No ser humano, ataca preferencialmente a região da sola dos pés, no calcanhar, entre os dedos e nos cantos, nas bordas das unhas, e também nas mãos, por serem mais expostas ao chão e ao ambiente externo. Pode penetrar também outros lugares como escroto, pálpebras e ânus, e há casos em que houve infecção em todo o corpo. A tungíase, se não for controlada, pode causar dificuldades de postura e locomoção, necrose óssea e tendinosa e até perda dos dedos.
Entre as infecções secundárias que a tungíase pode causar estão a proliferação de Clostridium perfrigens (que causa gangrena gasosa), Clostridium tetani (tétano) e Paracoccidiodes brasiliensis (blastomicoses).
Essas infecções podem ser evitadas removendo a fêmea do interior da pele. Após por os ovos, a fêmea morre, e isso pode levar as essas infecções. Em casos extremos, pode ser necessário amputar os dedos.

### História
É geralmente aceito que o bicho-de-pé tenha se originado nas partes tropical e subtropical do continente americano e nas Antilhas. Ele se tornou conhecido pelos europeus pouco após a chegada de Colombo em 1492. Na época colonial, as pessoas que se aventuraram pelo interior do Brasil relataram as suas penosas experiências ao serem atacadas pelo bicho-de-pé. Entre eles, destacaram-se o frade franciscano André Thevet (1502-1590), o francês Francisco Pyrard, de Laval (1578-1623), Richard Fleckno (c.1600-1678?), o capitão francês Chancel de Lagrange (1678-1747), o alemão Príncipe Maximiliano zu Wied-Neuwied (1782-1867), o botânico, naturalista e viajante francês Auguste de Saint-Hilaire, o escritor, geógrafo, antropólogo, explorador e agente secreto britânico Sir Richard Francis Burton, entre outros. Aparece também no romance de Gilberto Freire (1900-1987) Dona Sinhá e o Filho do Padre e no Campo Geral (conto Manuelzão e Miguilim) de Guimarães Rosa.
O parasita foi introduzido a África pelos europeus a partir do século XVIII e depois chegou até à Ásia. Até a década de 1980 não havia relatos da sua presença noutros continentes, quando começaram relatos de casos em países europeus e em 1993 na Nova Zelândia.